# Frula
Frula ist ein Ort der spanischen Gemeinde Almuniente in der Provinz Huesca der Autonomen Gemeinschaft Aragonien. Frula befindet sich etwa 32 Kilometer südlich von Huesca und zwei Kilometer südlich von Almuniente. 

## Geschichte
Frula wurde 1958 im Zug der Binnenkolonisation unter dem Franco-Regime gegründet. Der planmäßig angelegte Orte mit parallel verlaufenden Straßen besitzt im Zentrum eine Plaza Mayor und eine Kirche.